# Susono
Susono (Japans: 裾野市, Susono-shi) is een stad in de prefectuur Shizuoka in Japan. Begin 2010 is de oppervlakte van deze stad is 138,39 km² en heeft de stad circa 54.000 inwoners.

## Geschiedenis
Susono werd een gemeente op 4 april 1952 na de samenvoeging van de dorpen Koizumi (小泉村, Koizumi-mura) en Izumi (泉村, Izumi-mura).
Op 30 september 1956 werd daar het dorp Fukara (深良村, Fukara-mura) bijgevoegd en op 1 september 1957 werden ook de dorpen Tomioka (富岡村, Tomioka-mura) and Suyama (須山村, Suyama-mura) bij de gemeente Susono gevoegd.
Susono werd op 1 januari 1971 een stad (shi).

## Economie
Susono heeft een gemengde economie:
- industrie met meerdere fabrieken van autocomponenten (Toyota Motor Corporation, Kanto Auto Works, Yazaki Corporation), Mitsubishi Aluminum Corporation, Canon;
- agrarische met nadruk op aardbeien, bamboescheuten, mulukhiyah en varkensvlees.

## Bezienswaardigheden
- Fuji museum
- Fuji safaripark
- Yeti skiresort
- Gurimpa amusementspark

## Verkeer
Susono ligt aan de Gotenba-lijn van de Central Japan Railway Company.
Susono ligt aan de Tomei-autosnelweg en aan de nationale autoweg 246 en 469.

## Stedenband
Susono heeft een stedenband met
- Frankston City, Australië

## Aangrenzende steden
- Gotenba
- Mishima
- Fuji